# Peter Serafinowicz
Peter Szymon Serafinowicz (Liverpool, 10 de julio de 1972) es un actor, comediante, músico, escritor y actor de voz británico. Interpretó a Pete en Shaun of the Dead y fue la voz de Darth Maul en Star Wars: Episodio I - La amenaza fantasma. Como actor de voz se ha desempeñado en reconocidas series de televisión como South Park, Childrens Hospital, Gravity Falls y Doctor Who.

## Filmografía seleccionada

### Cine
- 1999 - Star Wars: Episodio I - La amenaza fantasma (voz)
- 2004 - Shaun of the Dead
- 2007 - Grindhouse
- 2009 - Couples Retreat
- 2010 - The Best and the Brightest
- 2011 - Killing Bono
- 2013 - The World's End
- 2014 - Muppets Most Wanted
- 2014 - Guardianes de la Galaxia
- 2015 - Spy
- 2016 - Sing
- 2017 - John Wick: Chapter 2
- 2017 - Un golpe con estilo
- 2023 - Chicken Run: Dawn of the Nugget

### Televisión
- 1999 - Murder Most Horrid
- 1999 - Spaced
- 2002 - What a Cartoon! (voz)
- 2006 - South Park (voz)
- 2011 - Archer (voz)
- 2012 - Childrens Hospital (voz)
- 2012 - American Dad! (voz)
- 2013 - Axe Cop (voz)
- 2014 - Adventure Time (voz)
- 2014 - Gravity Falls (voz)
- 2015 - Doctor Who (voz)
- 2016 - The Tick (protagonista)